# Nikita Prichtchepov
Nikita Olegovitch Prichtchepov - en russe : Никита Олегович Прищепов - (né le 20 février 2004 à Orenbourg en Russie) est un joueur professionnel russe de hockey sur glace. Il évolue au poste d'attaquant.

## Biographie
Formé au Iounior Orenbourg, il rejoint les équipes de jeunes du Neftianik Almetievsk puis du HK Vitiaz. En 2021, il est choisi en trente-septième position lors de la sélection européenne de la Ligue canadienne de hockey par les Tigres de Victoriaville. Il part alors en Amérique du Nord et joue trois saisons dans la LHJMQ. Lors du repêchage d'entrée dans la LNH 2024, il est choisi au septième tour, à la deux-cent-dix-septième position au total par l'Avalanche du Colorado. En octobre 2024, il commence sa carrière professionnelle avec les Eagles du Colorado, club-école de l'Avalanche dans la Ligue américaine de hockey. Le 2 novembre 2024, il joue son premier match dans la Ligue nationale de hockey avec l'Avalanche chez les Predators de Nashville.

## Statistiques
| Saison    | Équipe                  | Ligue |    | Saison régulière | Saison régulière | Saison régulière | Saison régulière | Saison régulière |   | Séries éliminatoires | Séries éliminatoires | Séries éliminatoires | Séries éliminatoires | Séries éliminatoires |
| Saison    | Équipe                  | Ligue | PJ | B                | A                | Pts              | Pun              | PJ               | B | A                    | Pts                  | Pun                  |                      |                      |
| 2020-2021 | Rousskie Vitiazi        | MHL   | 37 | 2                | 9                | 11               | 18               | -                | - | -                    | -                    | -                    |                      |                      |
| 2020-2021 | Tigres de Victoriaville | LHJMQ | 65 | 9                | 18               | 27               | 56               | -                | - | -                    | -                    | -                    |                      |                      |
| 2022-2023 | Tigres de Victoriaville | LHJMQ | 63 | 14               | 27               | 41               | 63               | 5                | 2 | 2                    | 4                    | 6                    |                      |                      |
| 2023-2024 | Tigres de Victoriaville | LHJMQ | 63 | 22               | 45               | 67               | 70               | 14               | 3 | 8                    | 11                   | 20                   |                      |                      |
| 2024-2025 | Eagles du Colorado      | LAH   | 51 | 9                | 14               | 23               | 39               | 3                | 0 | 0                    | 0                    | 2                    |                      |                      |
| 2024-2025 | Avalanche du Colorado   | LNH   | 10 | 0                | 0                | 0                | 0                | -                | - | -                    | -                    | -                    |                      |                      |